# Игнатиос вардапет
Игнатиос вардапет (арм. Իգնատիոս վարդապետ, ок. 1090 — 1160), также Игнатиос Севлернци, Игнатиос Шнорали — армянский богослов и церковный деятель XII века.

Биографические данные скудны. Обучение прошёл в монастыре Кармир, был однокашником Саркиса Шнорали, Григора Пахлавуни и Нерсеса Шнорали. Затем переехал в Киликию, преподавал в монастыре на горе Севлер. По заказу своего одноклассника, к тому времени уже католикоса Григора Пахлавуни, написал «Комментарии к Евангелию от Луки». Согласно сообщению Киракоса Гандзакеци, Игнатиос сначала не хотел принять заказ, ссылаясь на нехватку опыта. Но затем увидел во сне, как группа армянских вардапетов, сидящих перед ярко светящейся дверью, не позволяют ему войти в эту дверь из-за его отказа написать «Комментарии». Побужденный сновидением, Игнатиос написал «Комментарии», причём описал его как "не для глубоких знаний и общего употребления". Немостря на это, сочинение отличается красивым стилем и богатством языка. "Комментарии" Игнатиоса был издан в 1735 и 1824 годах в Константинополе. До нас дошла копия рукописи, выполненная в 1204 году неким Григором. Игнатиосу приписывают также толковательный труд «Комментарии к действиям Апостолов».